# Oberhasli ZH
Oberhasli ist eine Ortschaft in der Gemeinde Niederhasli im Bezirk Dielsdorf des Kantons Zürich. Sie besitzt eine eigene Postleitzahl und war bis Ende 2009 eine Zivilgemeinde.

## Geographie
Oberhasli liegt in der Region Glatttal im Zürcher Unterland auf 430 m ü. M.
Genauer liegt Oberhasli südöstlich von Niederhasli und Mettmenhasli, südwestlich von Oberglatt und nordwestlich von Rümlang. Der Dorfkern liegt am Haslibach, während sich die Neubausiedlungen über den südlichen Hang des Haslibergs erstrecken.

## Geschichte
Schriftlich festgehaltene frühere Namen sind Obern Hasla, Oberhasla, Oberhaslach, Oberhasle, Obernhaslen und Oberhaslen
Die niedere Gerichtsbarkeit, zuvor bei den Grafen von Habsburg, ging 1331 als Pfand an die Herren von Rümlang. 1465 gelangte sie an den Zürcher Bürger Ulrich Schwegler und Ende desselben Jahrhunderts an die Stadt Zürich.
Von 1442 bis 1798 gehörte Oberhasli zur Obervogtei Neuamt des Stadtstaates Zürich, deren Gebiet vorher zur Grafschaft Kyburg gehörte. Seit 1798 gehört Oberhasli zum Kanton Zürich, anfangs zum Distrikt Bülach der Helvetischen Republik, die 1803 aufgelöst wurde. Danach war die Ortschaft bis 1813 erneut Bestandteil des Distrikts Bülach, danach gehörte sie zum Oberamt Regensberg, das 1831 in den Bezirk Regensberg umgewandelt wurde. 1871 wurde dieser dann in Bezirk Dielsdorf umbenannt.
1467 besass die Ortschaft 14 Haushalte, 1634 waren es 201 Einwohner und im Jahr 2000 hatte sie 1465 Einwohner.

Luftbild (1964)

## Blasonierung
Das erstmals 1946 verwendete Wappen zeigt eine blaue Traube mit Stiel und zwei gelben Blättern auf rotem Grund.